# Patrick Schwarzenegger
Patrick Arnold Shriver Schwarzenegger (ur. 18 września 1993 w Santa Monica) – amerykański aktor, przedsiębiorca i model. Jest synem Arnolda Schwarzeneggera i Marii Shriver.

## Wczesne życie i rodzina
Schwarzenegger urodził się 18 września 1993 roku w Santa Monica w Kalifornii i dorastał w Los Angeles. Jest najstarszym synem Arnolda Schwarzeneggera (austriackiego kulturysty, aktora i byłego gubernatora Kalifornii) oraz Marii Shriver (pisarki i dziennikarki). Ma dwie starsze siostry, Katherine i Christinę, młodszego brata Christophera oraz młodszego przyrodniego brata Josepha Baenę. Posiada podwójne obywatelstwo austriacko-amerykańskie, mówi po angielsku i w ograniczonym stopniu po niemiecku oraz regularnie odwiedza Austrię.
W 2012 roku rozpoczął studia na Uniwersytecie Południowej Kalifornii (USC), a w maju 2016 ukończył je z tytułem licencjata na USC Marshall School of Business, specjalizując się w administracji biznesowej i studiując dodatkowo sztukę filmową. Był członkiem bractwa Lambda Chi Alpha.

## Kariera

### Aktorstwo
W wieku 10 lat Schwarzenegger zagrał niewielką rolę w filmie Grzanie ławy. W dzieciństwie ćwiczył aktorstwo z ojcem, a jako młody dorosły studiował teatr na USC i uczęszczał na zajęcia aktorskie w Nancy Banks Studio. W wieku 15 lat założył własną linię odzieżową Project360, a sprzedał ją 5 lat później.
W kolejnych latach występował w drugoplanowych rolach w filmach Bez miłości ani słowa (2012), Jeszcze większe dzieci (2013) i Łowcy zombie (2015). Jego pierwsza główna rola przypadła na 2018 rok, gdy zagrał u boku Belli Thorne w filmie W blasku nocy – romantycznym dramacie o nastolatce cierpiącej na rzadką chorobę. Wystąpił również w horrorze Wymyślony przyjaciel (2019) oraz w filmie Echo Boomers (2020). W 2021 roku zagrał w produkcji Netflixa Moksie.
W 2022 roku wcielił się w postać w serialu HBO Schody, występując u boku Colina Firtha i Toni Collette. W 2023 roku zagrał Luke’a Riordana / Golden Boya w spin-offie The Boys zatytułowanym Pokolenie V. Wystąpił również w trzecim sezonie Biały Lotos.

### Inne przedsięwzięcia
W latach 2011–2012 Schwarzenegger odbył staż u nominowanego do Oscara producenta Johna Davisa. Następnie rozpoczął franczyzę lokali Blaze Pizza, w tym jednego na kampusie USC i kolejnego w The Grove w Los Angeles. Później sprzedał swoje udziały w Blaze Pizza i zaczął inwestować w startupy związane ze zdrową żywnością i napojami. Jego inwestycje obejmują firmę Liquid I.V. (produkującą napoje elektrolitowe), markę kawy proteinowej Super Coffee oraz firmę produkującą roślinne zamienniki mięsa – Nuggs.
W 2020 roku Schwarzenegger i jego matka, która jest aktywistką działającą na rzecz osób cierpiących na chorobę Alzheimera, założyli markę MOSH, oferującą produkty wspierające zdrowie mózgu. Marka oficjalnie zadebiutowała w Światowy Dzień Alzheimera. Jonathan Jarry z Office for Science and Society zwrócił uwagę, że składniki użyte w batonie MOSH nie mają jednoznacznie udowodnionego wpływu na poprawę zdrowia mózgu. W ostatnim czasie firma rozszerzyła swoją działalność, debiutując na targach Expo West po znaczącej ekspansji na rynku detalicznym.

## Życie prywatne
Schwarzenegger był w związku z piosenkarką i aktorką Miley Cyrus w latach 2014–2015. Od 2015 roku jest związany z modelką Abby Champion, a 26 grudnia 2023 roku ogłosili zaręczyny.

## Filmografia
Źródło: Filmweb

### Filmy
| Rok  | Tytuł                  | Rola             |
| ---- | ---------------------- | ---------------- |
| 2006 | Grzanie ławy           | Dziecko          |
| 2012 | Bez miłości ani słowa  | Glen             |
| 2013 | Jeszcze większe dzieci | Cooper z bractwa |
| 2015 | Łowcy zombie           | Jeff             |
| 2016 | Dear Eleanor           | Bud              |
| 2017 | Go North               | Caleb            |
| 2018 | W blasku nocy          | Charlie          |
| 2019 | Wymyślony przyjaciel   | Daniel           |
| 2020 | Echo Boomers           | Lance            |
| 2021 | Moksie                 | Mitchell Wilson  |
| 2021 | Przestroga             | Ben              |
| 2022 | Jacht                  | Michael          |

### Seriale
| Rok  | Tytuł                 | Rola                      | Uwagi                  |
| ---- | --------------------- | ------------------------- | ---------------------- |
| 2017 | Długa droga do domu   | Sierżant Ben Hayhurst     |                        |
| 2022 | Lista śmierci         | Donny Mitchell            | sez. 1, odc. 1–3, 5    |
| 2022 | Schody                | Todd Peterson             | sez. 8, odc. 1–8       |
| 2023 | Pokolenie V           | Golden Boy (Luke Riordan) | sez. 1, odc. 1–3, 6, 8 |
| 2024 | American Sports Story | Tim Tebow                 | sez. 1, odc. 1–4       |
| 2024 | Ukryty poziom         | The Kid                   | sez. 1, odc. 8; głos   |
| 2025 | Biały Lotos           | Saxon Ratliff             | sez. 3, odc. 1–8       |